# Давидово (Тирговиштська область)
Дави́дово (болг. Давидово) — село в Тирговиштській області Болгарії. Входить до складу общини Тирговиште.

## Населення
За даними перепису населення 2011 року у селі проживали 352 особи.
Національний склад населення села:
| Національність   | Кількість осіб | Відсоток |
| ---------------- | -------------- | -------- |
| болгари          | 154            | 44,3%    |
| цигани           | 141            | 40,5%    |
| турки            | 47             | 13,5%    |
| інша             | 0              | 0%       |
| не визначились   | 6              | 1,7%     |
| Всього відповіли | 348            |          |

Розподіл населення за віком у 2011 році:
Динаміка населення: